# پیپا بنت-وارنر
پیپا بنت-وارنر (انگلیسی: Pippa Bennett-Warner؛ زادهٔ ۲۳ ژوئیهٔ ۱۹۸۸) هنرپیشه اهل بریتانیا است. او دانش‌آموختهٔ آکادمی سلطنتی هنرهای دراماتیک است.
از فیلم‌ها یا برنامه‌های تلویزیونی که وی در آن نقش داشته‌است می‌توان به ویکفیلد و بیگانه اشاره کرد.